# Nikola Gjorgjev
Nikola Gjorgjev (in macedone Никола Ѓорѓев; Zurigo, 22 agosto 1997) è un calciatore svizzero naturalizzato macedone, centrocampista del Farense.

## Carriera

### Club
Nato a Zurigo, inizia a giocare a calcio nel Wettingen e passa in seguito al Grasshoppers, squadra della sua città. Nel 2013 viene inserito nella squadra Under-21, partecipante al campionato di 1ª Lega, quarta serie svizzera, debuttando il giorno prima del suo 16º compleanno, il 21 agosto 2013, quando entra al 77' della sfida di campionato persa per 2-1 in casa con il Concordia Basilea. La stagione successiva segna la prima rete, il 25 ottobre 2014 nella vittoria interna per 4-3 sul Baden in 1ª Lega, gara in cui realizza il gol del 4-2 all'82'. Il 14 marzo 2015 fa il suo esordio in prima squadra, entrando al 77' del 2-2 in trasferta contro il Thun in Super League. Il 13 agosto dello stesso anno, all'inizio della stagione successiva, segna il primo gol, quello del 3-2 al 79' nel pareggio per 3-3 sul campo del Vaduz in campionato.
Il 9 luglio 2017 viene ceduto in prestito biennale con diritto di riscatto al Twente.

### Nazionale
Nel 2012 inizia a giocare con le giovanili svizzere, disputando una gara con l'Under-15, nella quale segna una doppietta. Nello stesso anno entra a far parte dell'Under-16, giocandoci 7 volte fino al 2013. Nel 2014 fa un'apparizione con l'Under-17 nelle qualificazioni all'Europeo 2014 e passa in Under-18, dove gioca 3 volte fino al 2015, quando viene inserito in Under-19, rimanendovi fino al 2016 e ottenendo 7 presenze, di cui 5 nelle qualificazioni all'Europeo di categoria 2016 e 2 gol. Nel 2016 decide di optare per la Macedonia, nazione di origine dei genitori, e il 29 maggio debutta in Nazionale maggiore in un'amichevole giocata a Bad Erlach, in Austria, con l'Azerbaigian e vinta per 3-1, in cui entra al 59'. Il 6 settembre fa il suo esordio ufficiale, giocando i 15 minuti finali della sconfitta per 2-1 in trasferta a Scutari contro l'Albania nelle qualificazioni al Mondiale 2018. L'11 ottobre gioca per la prima volta in Under-21 nell'ultima gara di qualificazione all'Europeo in casa a Skopje contro la Scozia, entrando all' 84' e vincendo per 2-0.

## Statistiche

### Presenze e reti nei club
Statistiche aggiornate al 12 marzo 2017.
| Stagione            | Squadra             | Campionato          | Campionato | Campionato | Coppe nazionali | Coppe nazionali | Coppe nazionali | Coppe continentali | Coppe continentali | Coppe continentali | Altre coppe | Altre coppe | Altre coppe | Totale | Totale | Totale |
| Stagione            | Squadra             | Comp                | Pres       | Reti       | Comp            | Pres            | Reti            | Comp               | Pres               | Reti               | Comp        | Pres        | Reti        | Pres   | Reti   |        |
| ------------------- | ------------------- | ------------------- | ---------- | ---------- | --------------- | --------------- | --------------- | ------------------ | ------------------ | ------------------ | ----------- | ----------- | ----------- | ------ | ------ | ------ |
| 2014-2015           | Grasshoppers        | SL                  | 2          | 0          | CS              | -               | -               | UCL+UEL            | -                  | -                  | -           | -           | -           | 2      | 0      |        |
| 2015-2016           | Grasshoppers        | SL                  | 12         | 1          | CS              | 1               | 0               | -                  | -                  | -                  | -           | -           | -           | 13     | 1      |        |
| 2016-2017           | Grasshoppers        | SL                  | 18         | 0          | CS              | 2               | 1               | UEL                | 5                  | 2                  | -           | -           | -           | 25     | 3      |        |
| Totale Grasshoppers | Totale Grasshoppers | Totale Grasshoppers | 32         | 1          |                 | 3               | 1               |                    | 5                  | 2                  |             | -           | -           | 40     | 4      |        |
| Totale carriera     | Totale carriera     | Totale carriera     | 32         | 1          |                 | 3               | 1               |                    | 5                  | 2                  |             | -           | -           | 40     | 4      |        |

### Cronologia presenze e reti in nazionale
| Cronologia completa delle presenze e delle reti in nazionale ― Macedonia | Cronologia completa delle presenze e delle reti in nazionale ― Macedonia | Cronologia completa delle presenze e delle reti in nazionale ― Macedonia | Cronologia completa delle presenze e delle reti in nazionale ― Macedonia | Cronologia completa delle presenze e delle reti in nazionale ― Macedonia | Cronologia completa delle presenze e delle reti in nazionale ― Macedonia | Cronologia completa delle presenze e delle reti in nazionale ― Macedonia | Cronologia completa delle presenze e delle reti in nazionale ― Macedonia |
| Data                                                                     | Città                                                                    | In casa                                                                  | Risultato                                                                | Ospiti                                                                   | Competizione                                                             | Reti                                                                     | Note                                                                     |
| ------------------------------------------------------------------------ | ------------------------------------------------------------------------ | ------------------------------------------------------------------------ | ------------------------------------------------------------------------ | ------------------------------------------------------------------------ | ------------------------------------------------------------------------ | ------------------------------------------------------------------------ | ------------------------------------------------------------------------ |
| 29-5-2016                                                                | Bad Erlach                                                               | Macedonia                                                                | 3 – 1                                                                    | Azerbaigian                                                              | Amichevole                                                               | -                                                                        | 59’                                                                      |
| 2-6-2016                                                                 | Skopje                                                                   | Macedonia                                                                | 1 – 3                                                                    | Iran                                                                     | Amichevole                                                               | -                                                                        | 63’                                                                      |
| 6-9-2016                                                                 | Scutari                                                                  | Albania                                                                  | 2 – 1                                                                    | Macedonia                                                                | Qual. Mondiali 2018                                                      | -                                                                        | 75’                                                                      |
| 12-11-2016                                                               | Granada                                                                  | Spagna                                                                   | 4 – 0                                                                    | Macedonia                                                                | Qual. Mondiali 2018                                                      | -                                                                        | 87’                                                                      |
| 24-3-2017                                                                | Vaduz                                                                    | Liechtenstein                                                            | 0 – 3                                                                    | Macedonia                                                                | Qual. Mondiali 2018                                                      | -                                                                        | 85’                                                                      |
| Totale                                                                   |                                                                          | Presenze                                                                 | 5                                                                        |                                                                          | Reti                                                                     | 0                                                                        |                                                                          |

| Cronologia completa delle presenze e delle reti in nazionale ― Macedonia under 21 | Cronologia completa delle presenze e delle reti in nazionale ― Macedonia under 21 | Cronologia completa delle presenze e delle reti in nazionale ― Macedonia under 21 | Cronologia completa delle presenze e delle reti in nazionale ― Macedonia under 21 | Cronologia completa delle presenze e delle reti in nazionale ― Macedonia under 21 | Cronologia completa delle presenze e delle reti in nazionale ― Macedonia under 21 | Cronologia completa delle presenze e delle reti in nazionale ― Macedonia under 21 | Cronologia completa delle presenze e delle reti in nazionale ― Macedonia under 21 |
| Data                                                                              | Città                                                                             | In casa                                                                           | Risultato                                                                         | Ospiti                                                                            | Competizione                                                                      | Reti                                                                              | Note                                                                              |
| --------------------------------------------------------------------------------- | --------------------------------------------------------------------------------- | --------------------------------------------------------------------------------- | --------------------------------------------------------------------------------- | --------------------------------------------------------------------------------- | --------------------------------------------------------------------------------- | --------------------------------------------------------------------------------- | --------------------------------------------------------------------------------- |
| 11-10-2016                                                                        | Skopje                                                                            | Macedonia under 21                                                                | 2 – 0                                                                             | Scozia under 21                                                                   | Qual. Europeo Under-21 2017                                                       | -                                                                                 | 84’                                                                               |
| Totale                                                                            |                                                                                   | Presenze                                                                          | 1                                                                                 |                                                                                   | Reti                                                                              | 0                                                                                 |                                                                                   |

## Palmarès

### Club

#### Competizioni nazionali
- Challenge League: 1

Grasshoppers: 2020-2021